# Saint-Amand-de-Vergt
Saint-Amand-de-Vergt är en kommun i departementet Dordogne i regionen Nouvelle-Aquitaine i sydvästra Frankrike. Kommunen ligger i kantonen Vergt som tillhör arrondissementet Périgueux. År 2022 hade Saint-Amand-de-Vergt 245 invånare.

## Befolkningsutveckling
Antalet invånare i kommunen Saint-Amand-de-Vergt
Referens:INSEE